# Pagurus hirsutiusculus
Pagurus hirsutiusculus là một loài cua ẩn sĩ, thường được gọi là Cua ẩn sĩ lông. Nó sống từ eo biển Bering tới California và Nhật Bản, từ vùng bãi triều đến độ sâu 110 m (360 ft).

## Phạm vi và môi trường sống

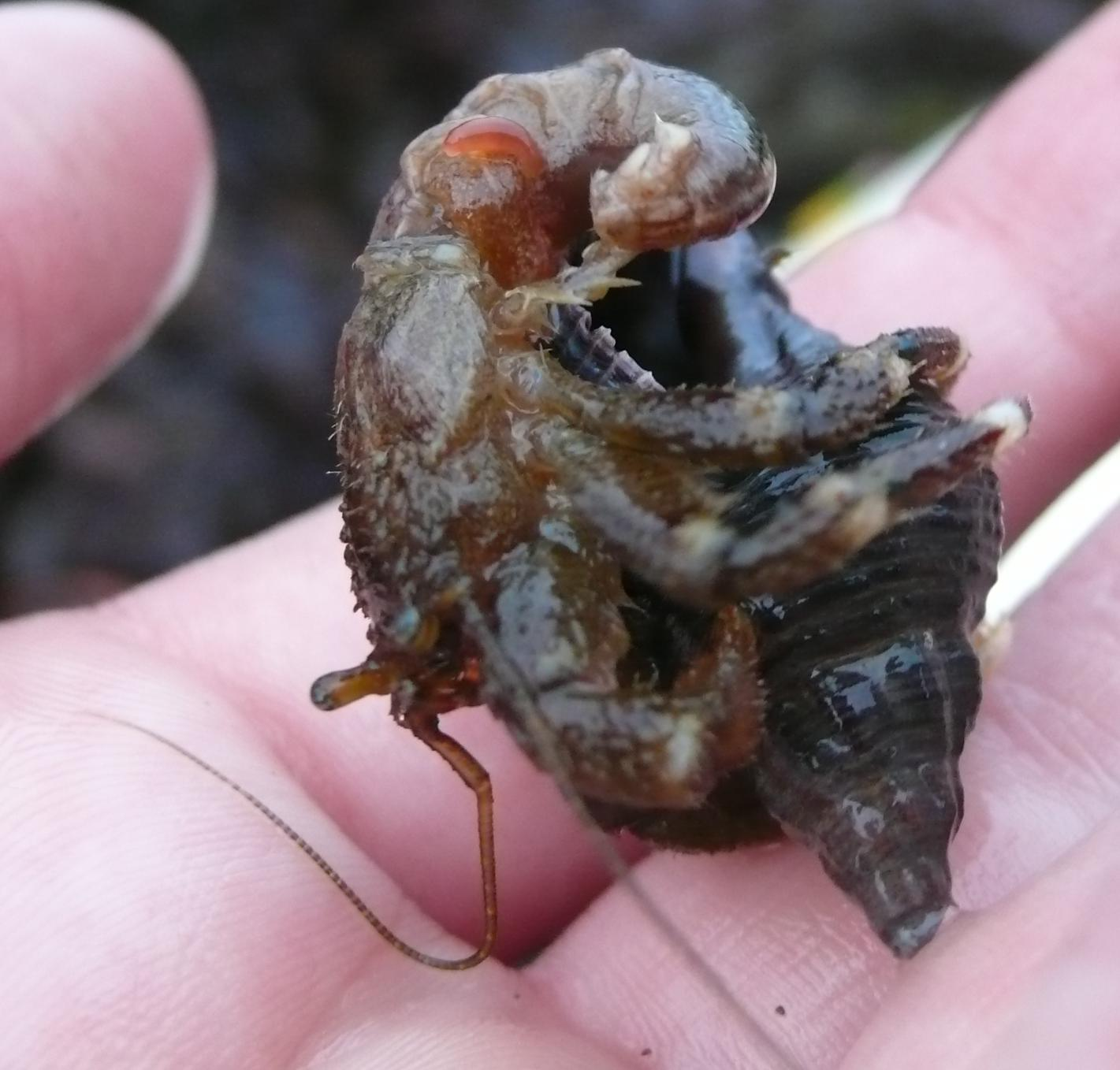
Pagurus hirsutiusculus cái rút vào một cái vỏ

P. hirsutiusculus được tìm thấy từ đảo Pribilof, Alaska đến miền Nam California, và từ eo biển Bering phía nam tới Nhật Bản. Nó sống ở độ sâu khác nhau, từ giữa khu vực bãi triều đến 110 m (360 ft), thường thấp hơn so với Pagurus samuelis. Nó thường được tìm thấy trong vùng thủy triều với cát hoặc đá, và dưới các hốc đá, các khúc gỗ, và rong biển.